# Komitet Budownictwa, Urbanistyki i Architektury
Komitet Budownictwa, Urbanistyki i Architektury (KBUA) – kolegialny naczelny organ administracji państwowej funkcjonujący w Polskiej Rzeczypospolitej Ludowej w latach 1960–1964, zarządzający architekturą, planowaniem przestrzennym oraz budownictwem (koncepcja, metodologia, strategia). Na czele komitetu stał przewodniczący, który wchodził w skład Rady Ministrów, urząd obsługujący komitet posiadał rangę ministerstwa.

## Utworzenie komitetu
Komitet Budownictwa, Urbanistyki i Architektury został utworzony 22 czerwca 1960 r. na mocy ustawy z 14 czerwca 1960 r. w drodze przekształcenia dotychczasowego Komitetu do Spraw Urbanistyki i Architektury. Zgodnie z tymi przepisami nowo powołany organ przejął także część zadań Ministra Budownictwa i Przemysłu Materiałów Budowlanych.

## Zakres działania komitetu
Zakres działania komitetu został ustalony w powołującej go ustawie z 14 czerwca 1960 r. Do zadań komitetu należało:
- opracowywanie i przedkładanie Radzie Ministrów wniosków i projektów dotyczących ustalania kierunków rozwoju budownictwa i innych podstawowych zagadnień związanych z budownictwem,
- inicjowanie i wydawanie przepisów wykonawczych na podstawie ustaw oraz normatywów i podstawowych wytycznych dla budownictwa i jego organizacji,
- kierowanie sprawami planowania przestrzennego w zakresie planów miejscowych i szczegółowej lokalizacji inwestycji oraz kierowanie sprawami państwowego nadzoru budowlanego oraz projektowania urbanistycznego i budowlanego,
- inicjowanie prac w zakresie postępu technicznego i prac naukowo-badawczych w budownictwie oraz nadawanie podstawowych kierunków pracom w tym zakresie,
- ustalanie ogólnych wytycznych i normatywów w zakresie opracowywania założeń i projektów inwestycji,
- ustalanie wytycznych organizacji i pracy w zakresie projektowania i wykonawstwa oraz organizacji i działania nadzoru inwestorskiego nad realizacją inwestycji.

Aktem wykonawczym do ustawy z 14 czerwca 1960 r. stało się rozporządzenie Rady Ministrów z 4 sierpnia 1960 r., w którym szczegółowo określono zakres działania komitetu, obejmujący następujące sprawy:
- planowanie przestrzenne i lokalizacja inwestycji,
- państwowy nadzór budowlany nad projektowaniem, budową i utrzymaniem obiektów budowlanych,
- sprawy inwestycyjne,
- organizacja projektowania,
- planowanie postępu technicznego i typizacja w budownictwie,
- organizacja wykonawstwa budowlanego,
- pomoc dla budownictwa wiejskiego,
- prace naukowo-badawcze, studialne i doświadczalnictwo,
- podnoszenie poziomu pracy w budownictwie,
- zapotrzebowanie, rozmieszczenie i kwalifikacje kadr inżynieryjno-technicznych w budownictwie,
- nadzór nad właściwymi organami prezydiów rad narodowych oraz nad podległymi jednostkami organizacyjnymi,
- opieka nad organizacjami społeczno-zawodowymi działającymi w zakresie planowania przestrzennego i budownictwa.

## Organizacja komitetu
Pracami komitetu kierował jego przewodniczący będący członkiem Rady Ministrów i posiadający uprawnienia w zakresie wydawania rozporządzeń i zarządzeń. W skład komitetu wchodzili również zastępcy przewodniczącego, sekretarz oraz członkowie. Organem komitetu był przewodniczący, a także prezydium, w skład którego wchodził przewodniczący, jego zastępcy, sekretarz oraz członkowie.
Komitet Budownictwa, Urbanistyki i Architektury sprawował nadzór nad dwoma technicznymi instytutami naukowo-badawczymi: Instytutem Budownictwa Mieszkaniowego oraz Instytutem Urbanistyki i Architektury.
Aparatem wykonawczym komitetu i jego przewodniczącego był urząd Komitetu Budownictwa, Urbanistyki i Architektury posiadający rangę ministerstwa. Jego organizację określał niepublikowany statut nadawany przez Radę Ministrów.

## Zniesienie komitetu
Komitet Budownictwa, Urbanistyki i Architektury zakończył działalność 3 marca 1964 r. po wejściu w życie ustawy z 25 lutego 1964 r. zmieniającej organizację i zakres działania naczelnych organów administracji państwowej w dziedzinie budownictwa i planowania przestrzennego. Większość zadań zniesionego komitetu przeszła do zakresu działania Ministra Budownictwa i Przemysłu Materiałów Budowlanych, część spraw została przekazana Komisji Planowania przy Radzie Ministrów, a także Ministrowi Rolnictwa.

## Kierownictwo komitetu
Przewodniczący Komitetu Budownictwa, Urbanistyki i Architektury:
- Stefan Pietrusiewicz (14 czerwca 1960 r. – 2 marca 1964 r.)

Zastępcy Przewodniczącego Komitetu Budownictwa, Urbanistyki i Architektury:
- Zygmunt Skibniewski (24 czerwca 1960 r. – 31 marca 1964 r.)
- Stanisław Albrecht (30 czerwca 1960 r. – 31 marca 1964 r.)
- Stanisław Bęć (24 lipca 1960 r. – 15 lutego 1964 r.)

Sekretarz Komitetu Budownictwa, Urbanistyki i Architektury:
- Marian Benko (30 czerwca 1960 r. – 31 marca 1964 r.)